# Hartkaiser
Der Hartkaiser (auch Hartkaser) ist ein 1555 Meter hoher Berg im Tiroler Sölllandl, er ist der Hausberg von Ellmau. Der Hartkaiser ist durch die Hartkaiserbahn erschlossen und mit dem Skigebiet Skiwelt Wilder Kaiser Brixental verbunden.

## Hartkaiserbahn
Die Hartkaiserbahn auf den Hartkaiser war eine auf Schienen fahrende Standseilbahn, welche den Gewichtsausgleich zwischen einem Tal- und einem Bergwaggon nutzt.

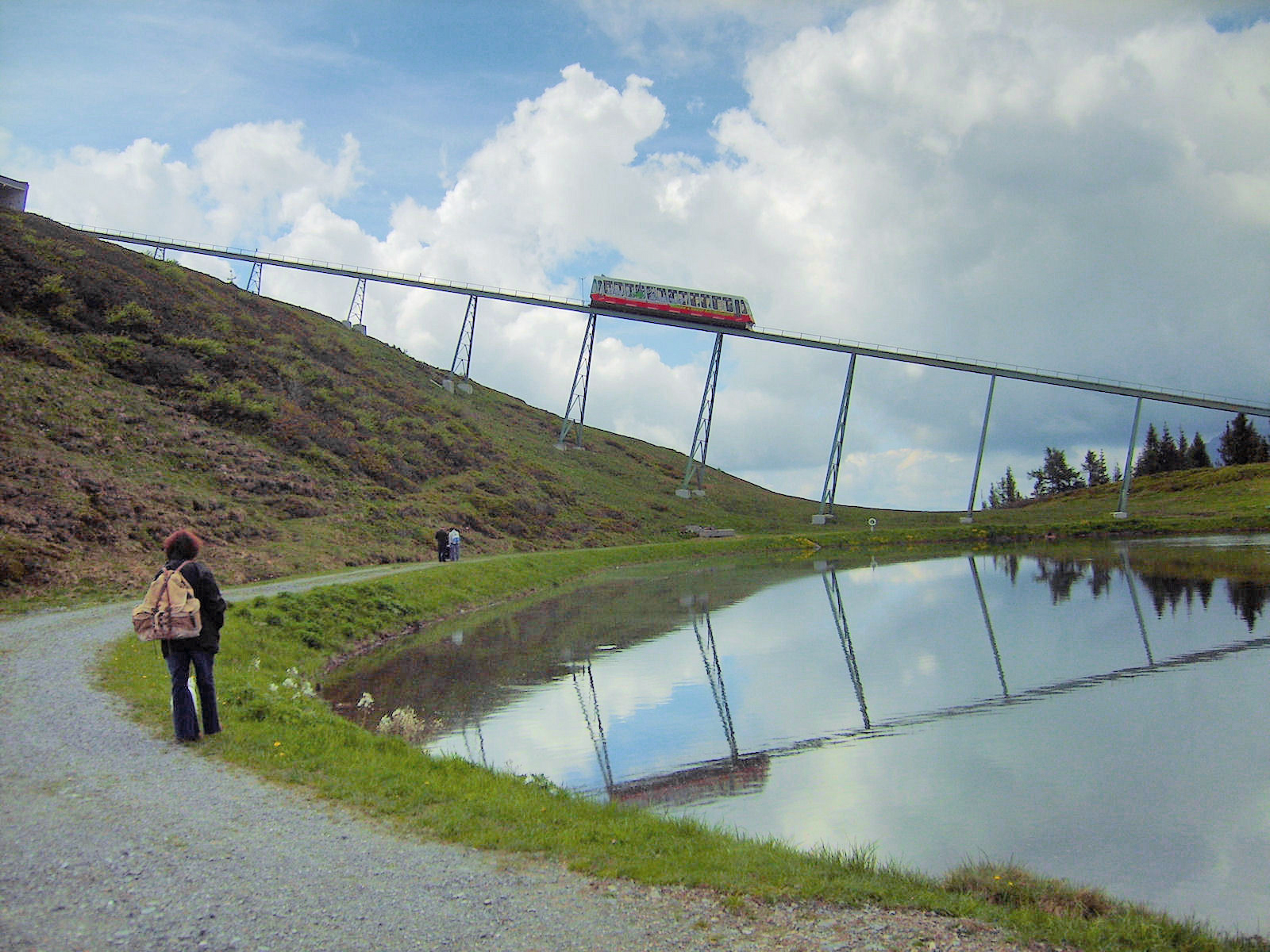
2015 abgebaute Standseilbahn unterhalb der Bergstation

Gebaut wurde die Hartkaiserbahn 1970 von VÖEST-Alpine. Hersteller der ersten Wagen war die Firma Swoboda. Die Baukosten betrugen 36 Millionen öS (inklusive Stations- und Restaurantgebäuden 80 Millionen öS), die erste Fahrt erfolgte am 30. November 1972. 1984 wurde die Bahn mit neuen Wagen der Firma Gangloff ausgerüstet und die Maximalgeschwindigkeit auf 12 m/s erhöht. Die Bahn hatte eine schräge Länge von 2317 m und überwand einen Höhenunterschied von 706 m.
Die Hartkaiserbahn wurde im Frühjahr 2015 abgebaut und durch eine moderne Einseilumlaufbahn (10-MGD) von Doppelmayr ersetzt. Eröffnung war am 5. Dezember 2015. Die Bahn hat eine schräge Länge von 2257 m und eine Förderleistung von 3200 Personen/Stunde.
Ein Fahrzeug der ehemaligen Hartkaiserbahn blieb unweit der Bergstation als Denkmal erhalten.

## Umgebung
Die Bergstation ist Ausgangspunkt zahlreicher Wanderwege. Ein kleiner Rundweg wurde mit einigen Attraktionen ausgestaltet, so dass der Berg im Sommer vor allem für Familien mit Kindern ein lohnendes Ziel darstellt (Ellmi's Zauberwelt). Ein Panoramaweg verbindet den Hartkaiser mit dem Brandstadl (1650 m). Die benachbarte Brandstadlbahn ermöglicht eine Rundtour, die ohne Auf- bzw. Abstieg absolviert werden kann.
Zwischen Hartkaiser und Brandstadl ist (über den Talgrund bei Scheffau bzw. Ellmau hinweg) eine sehr gute Aussicht auf die Kette des Wilden Kaisers gegeben. Sehr lohnend ist ein Blick von der Bergstation, wo man bei guter und klarer Sicht Ausblick auf die Spitze des Großglockner und einige andere Bergketten der Alpen hat.